# Indianer-Seidenpflanze
Die Indianer-Seidenpflanze (Asclepias curassavica), auch Curaçao-Seidenpflanze oder ungenau nur Seidenpflanze oder Seidenblume genannt, ist eine Pflanzenart aus der Gattung Seidenpflanzen (Asclepias) in der Unterfamilie Asclepiadoideae innerhalb der Familie der Hundsgiftgewächse. Sie ist in den wärmeren Regionen als Zierpflanze (oder auch verwildert) fast weltweit verbreitet.

## Beschreibung

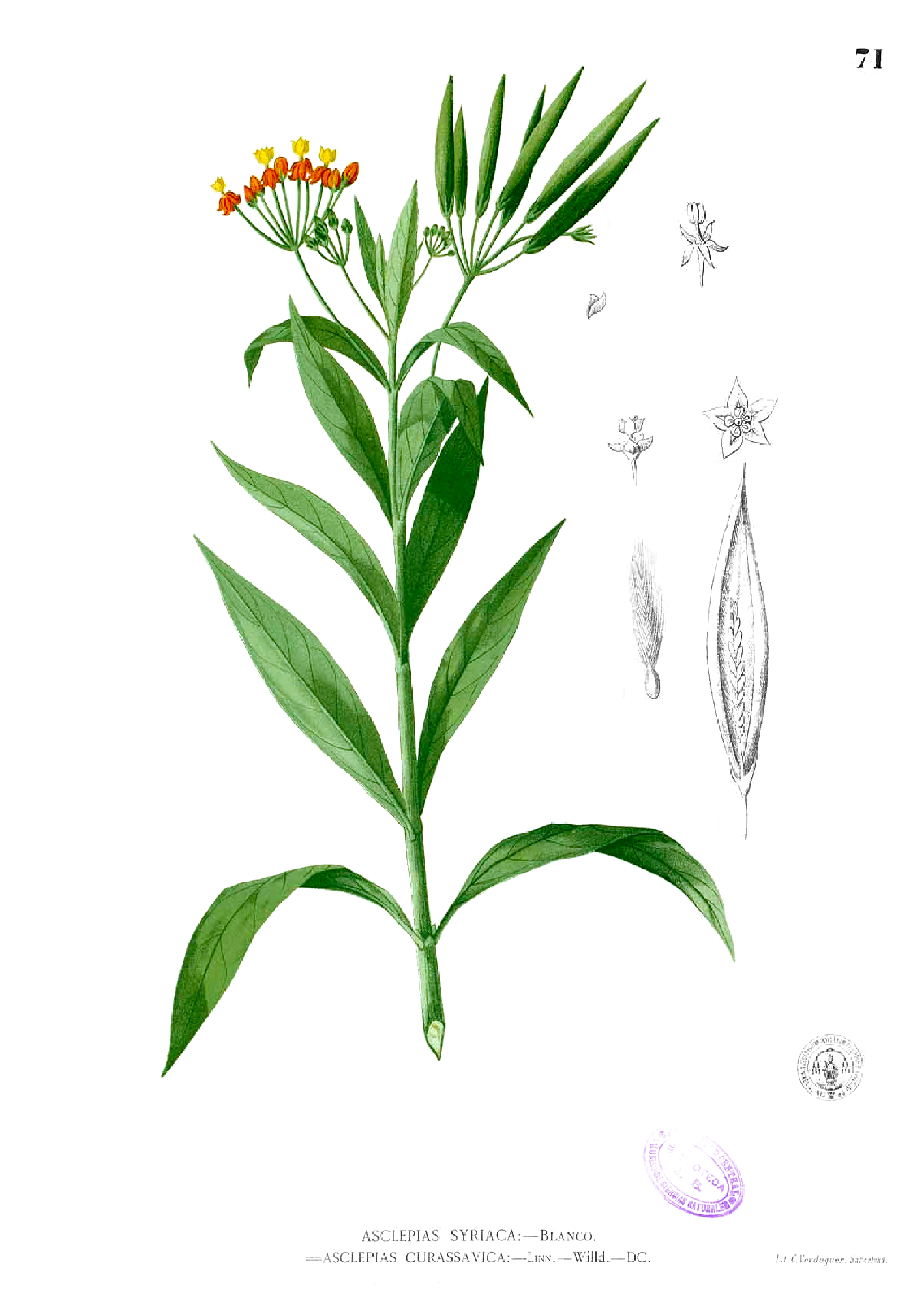
Illustration aus Blanco

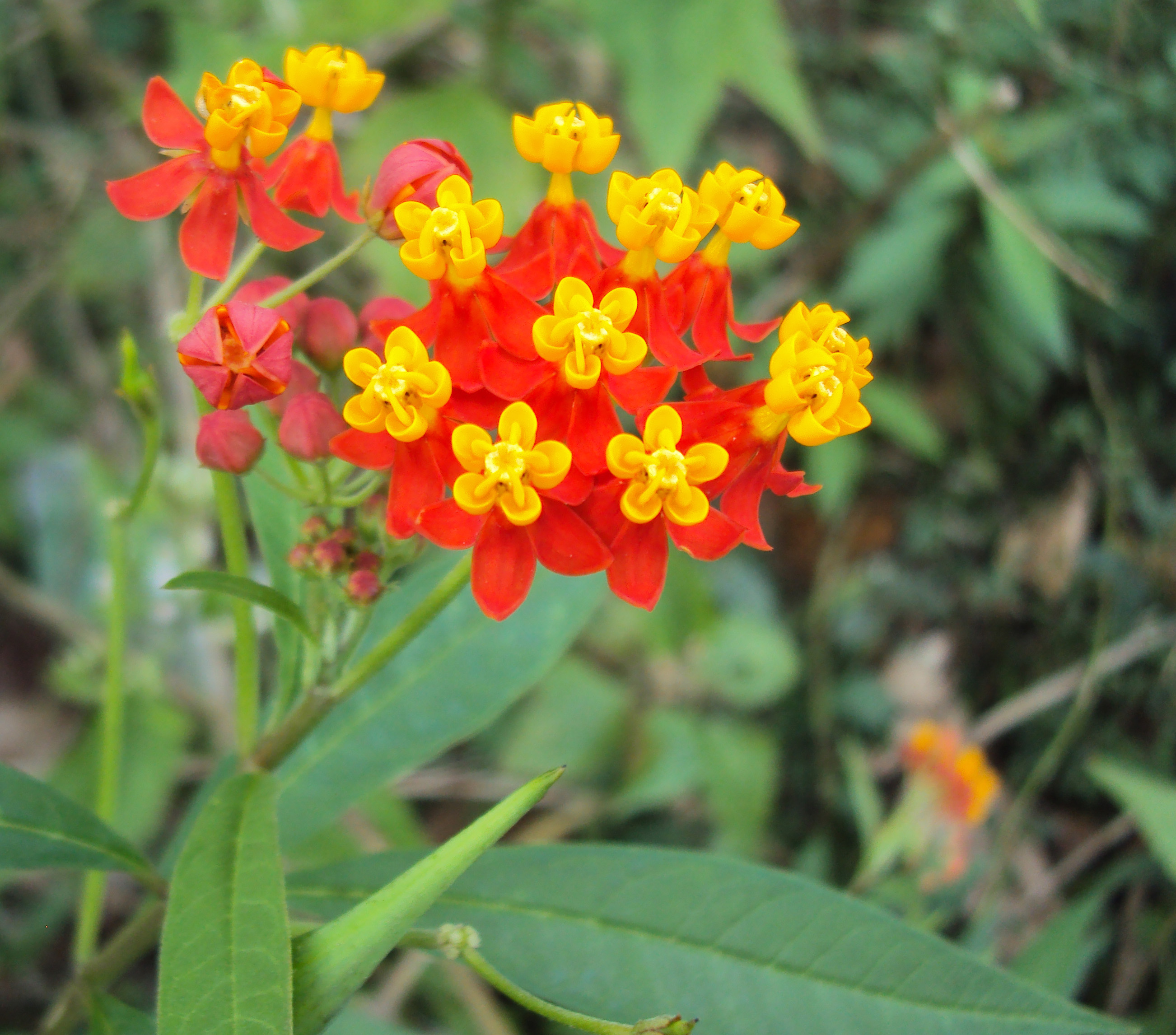
Blütenstand

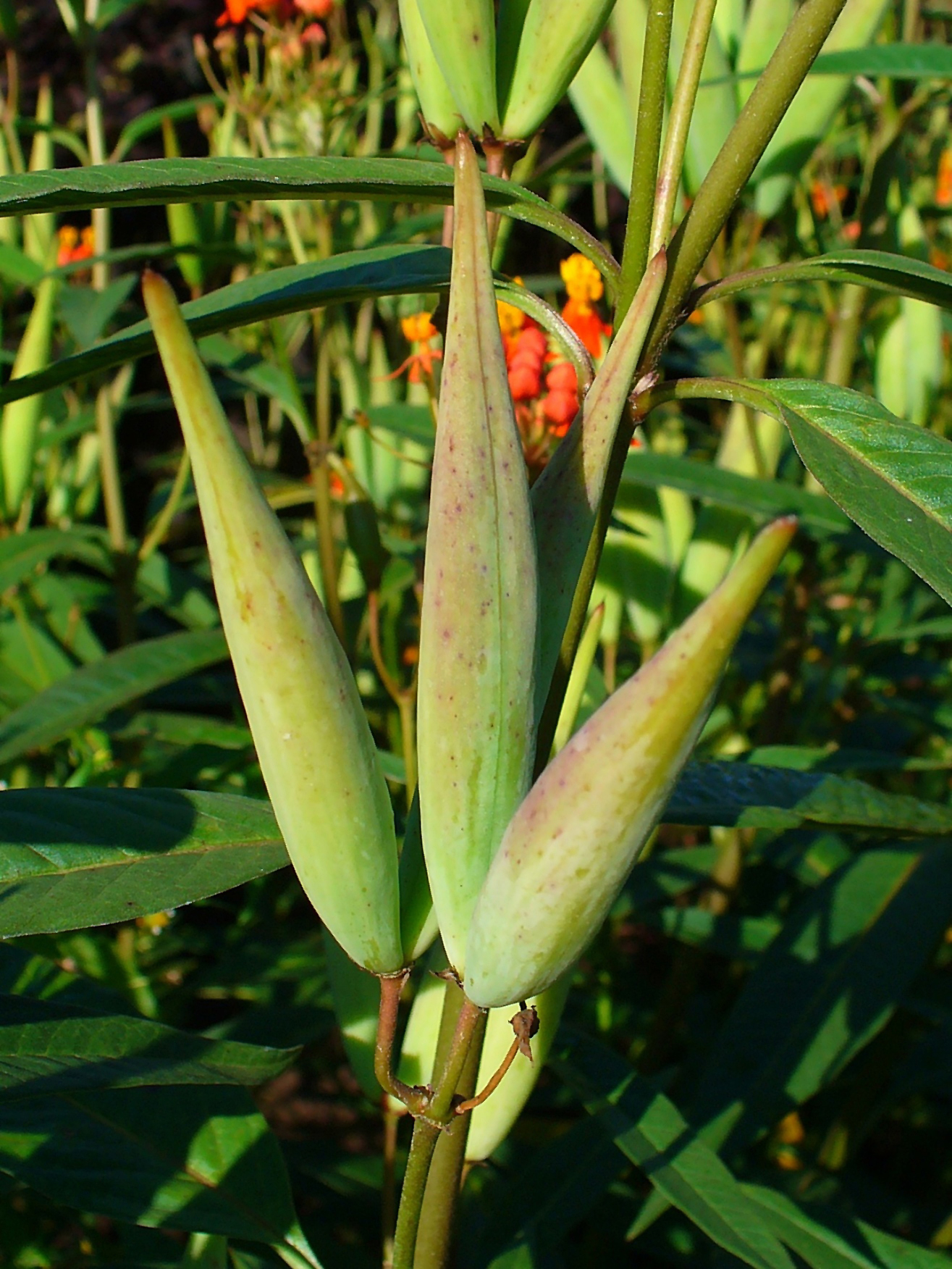
Früchte

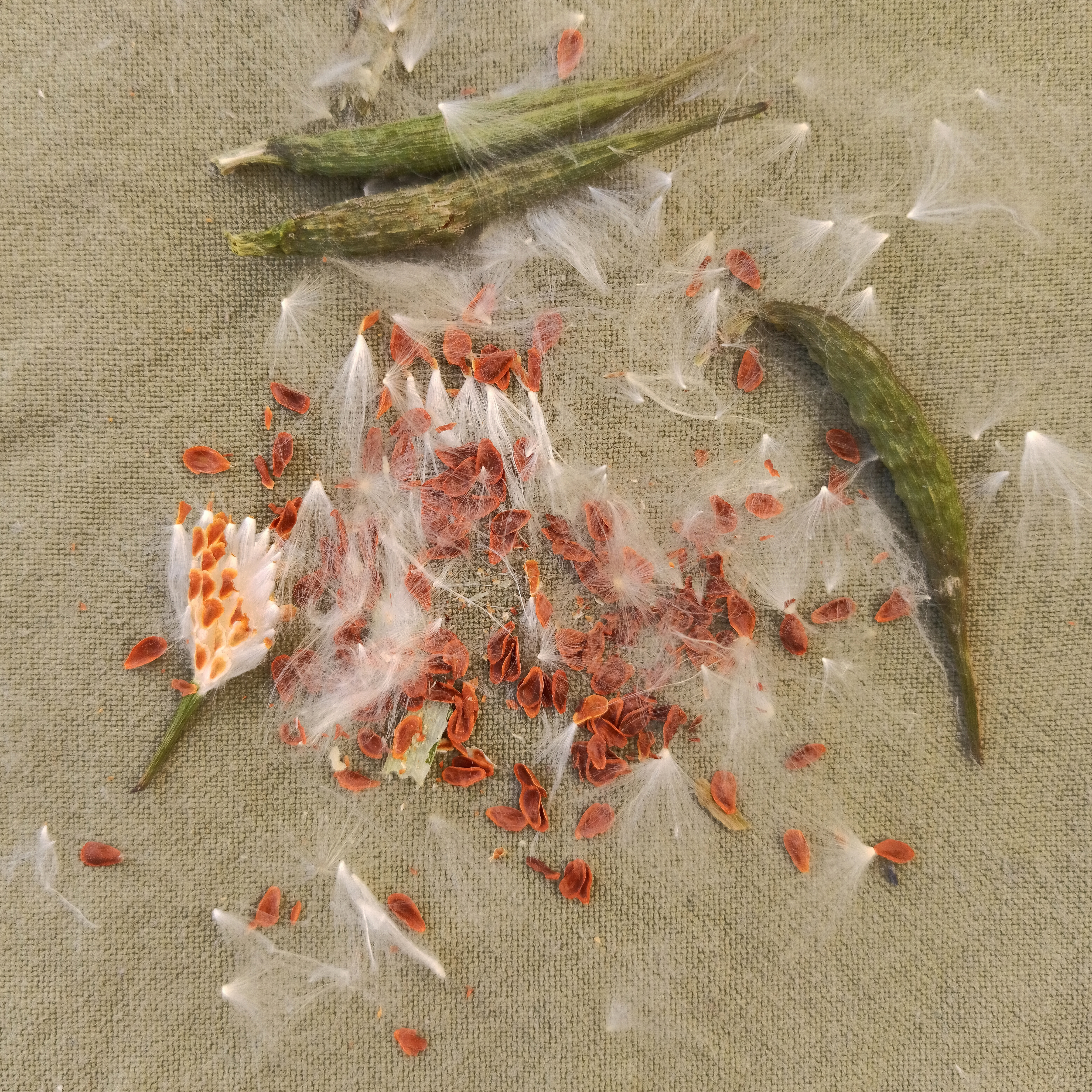
Samen

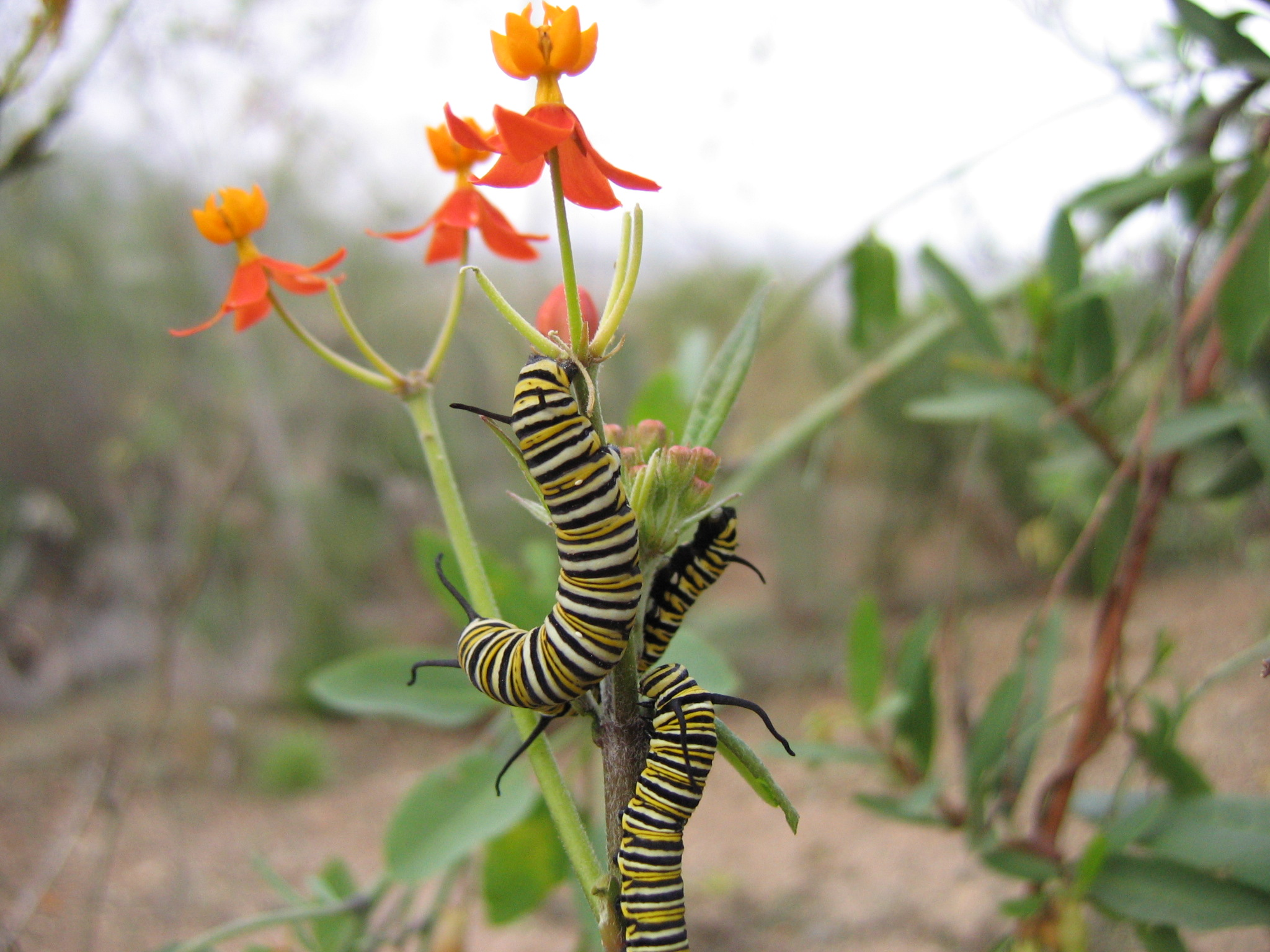
Raupen des Monarchfalters (Danaus plexippus) an der Indianer-Seidenpflanze

### Vegetative Merkmale
Die Indianer-Seidenpflanze ist ein ein- bis wenigjähriger, aufrechter Halbstrauch, der Wuchshöhen von bis etwa 1 Metern erreicht. Es ist Milchsaft vorhanden. Die Zweige sind wenig oder unverzweigt.
Die gegenständig angeordneten Laubblätter sind in Blattstiel und Blattspreite gegliedert. Der Blattstiel ist relativ kurz. Die einfache und kahle Blattspreite ist bei einer Länge von 8 bis 12 Zentimetern sowie einer Breite von 1 bis 2 Zentimetern lanzettlich. Die Blattoberseite ist dunkelgrün und die -unterseite bläulichgrün.

### Generative Merkmale
Der endständige, doldige Blütenstand enthält fünf bis zehn Blüten.
Die zwittrige Blüte ist bei einem Durchmesser Zentimetern radiärsymmetrisch und fünfzählig. Die fünf grünen Kelchblätter sind unscheinbar und nur an geschlossenen Blüten zu sehen. Die dunkelorangeroten Kronblätter sind weit zurückgeschlagen. Die Nebenkrone ist hellorangerot und kurz gestielt.
Die einzelne oder paarige, spindelförmige Balgfrucht ist bis zu 10 Zentimeter lang. Die Samen tragen den für Seidenpflanzen typischen Haarschopf („Seide“).

## Ökologie
Asclepias curassavica ist für die Raupen des Monarchfalters (Danaus plexippus), der sich inzwischen fast weltweit in wärmeren Regionen verbreitet hat, eine wichtige Nahrungspflanze. Vor allem in Parks, wo Asclepias curassavica als Zierpflanze angepflanzt wurde, ist der Monarchfalter recht häufig. Auch die Raupen anderer Falter wie Danaus chrysippus, Danaus gilippus oder der Weißen Baumnymphe (Idea leuconoe) ernähren sich von den Laubblättern und Zweigen von Asclepias curassavica.

## Vorkommen
Asclepias curassavica ist ursprünglich von Mexiko bis ins tropische Südamerika verbreitet. Sie wird als Zierpflanze nahezu weltweit verwendet und ist in vielen Regionen, zum Beispiel in Spanien und Marokko, verwildert.

## Systematik
Die Erstveröffentlichung von Asclepias curassavica erfolgte 1753 durch den schwedischen Botaniker Carl von Linné in seinem Werk Species Plantarum, Tomus I, S. 215. Ein Synonym für Asclepias curassavica L. ist Asclepias nivea var. curassavica (L.) Kuntze.

## Einzelreferenzen
1. 1 2 3  
Asclepias. In: POWO = Plants of the World Online von Board of Trustees of the Royal Botanic Gardens, Kew: Kew Science, abgerufen am 3. Januar 2020.
2. ↑  
Asclepias curassavica im Germplasm Resources Information Network (GRIN), USDA, ARS, National Genetic Resources Program. National Germplasm Resources Laboratory, Beltsville, Maryland.